# استیسی گالینا
استیسی گالینا (انگلیسی: Stacy Galina؛ زادهٔ ۲۴ سپتامبر ۱۹۶۶) یک هنرپیشه اهل ایالات متحده آمریکا است.